# Iwkowa
Iwkowa è un comune rurale polacco del distretto di Brzesko, nel voivodato della Piccola Polonia.
Ricopre una superficie di 47,19 km² e nel 2004 contava 5 999 abitanti.